# Santiago Atitlán
Santiago Atitlán là một đô thị thuộc bang Oaxaca, México. Năm 2005, dân số của đô thị này là 3187 người.